# 沃克頓 (印第安納州)
沃克頓（英語：Walkerton）是一個位於美國印地安納州聖約瑟夫縣的城鎮。

## 人口
根據2010年美國人口普查的數據，沃克頓的面積為4.92平方千米，當中陸地面積為4.92平方千米，而水域面積為0.00平方千米。當地共有人口2,124人，而人口密度為每平方千米432人。